# 鸟嘌呤脱氨酶
鸟嘌呤脱氨酶（英語：Guanine deaminase，又称为鸟嘌呤氨基水解酶，简称为鸟嘌呤酶）是一种催化鸟嘌呤转变为黄嘌呤的酶

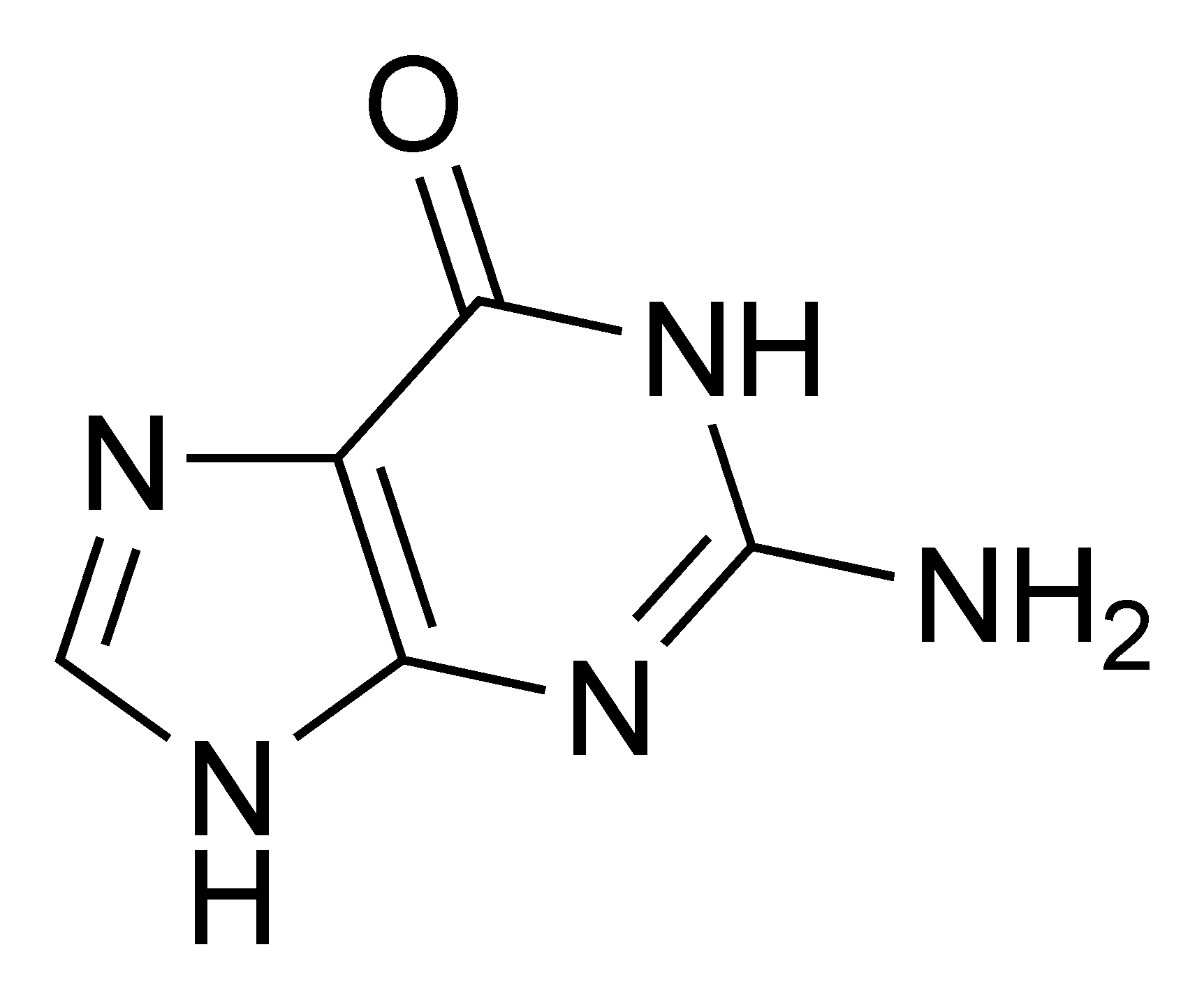
鸟嘌呤
黄嘌呤。注意：氮原子被氧原子替代。